# Hirasea sinuosa
Hirasea sinuosa é uma espécie de gastrópode da família Endodontidae.
É endémica do Japão.